# 8110 Heath
8110 Heath este un asteroid din centura principală de asteroizi.

## Descriere
8110 Heath este un asteroid din centura principală de asteroizi. A fost descoperit pe 27 februarie 1995 la Ōizumi de Takao Kobayashi. El prezintă o orbită caracterizată de o semiaxă mare de 2,63 ua, o excentricitate de 0,08 și o înclinație de 3,7° în raport cu ecliptica.